# Critica letteraria su Oscar Wilde
In molti si sono espressi su Oscar Wilde e sul suo modo di scrivere. L'"artista martire" come lo definì Hugues Rebell; tale termine, rafforzato aggiungendo alla definizione di martire anche quelle di eroe e di mentore, in un paragrafo che non a caso si chiama “il culto di Oscar”, vuol mettere in luce la semplicità del linguaggio e la facilità di comprensione delle sue opere anche fuori dal suo paese d'origine, come sottolinea Jorge Luis Borges. Nei suoi scritti il critico Karl Beckson notò che qualunque fosse l'argomento trattato si intravedeva, a riprova della sua capacità di presagire i tempi, il postmodernismo, ma la sua abilità più che con la poesia veniva espressa con la prosa, grazie alle sue frasi espressive e all'immaginazione che nasceva dalle sue parole, come ebbe ad affermare Osbert Burdett nel 1925. Mario Praz lo paragona più volte a Byron, ammettendo che entrambi davano una grande importanza all'arte che, nelle loro mani, diventava vita, notando che anche le loro opere meno riuscite avevano di fatto un identico impatto, superiore a quello che si poteva pensare, grazie alle loro personalità. Wilde, massimo esponente dell'estetismo, avendo poco da offrire per contrastare la superiorità di Byron, poteva mettere sul piatto solo la sua capacità di conversare in maniera brillante, riuscendo a strappare sorrisi.

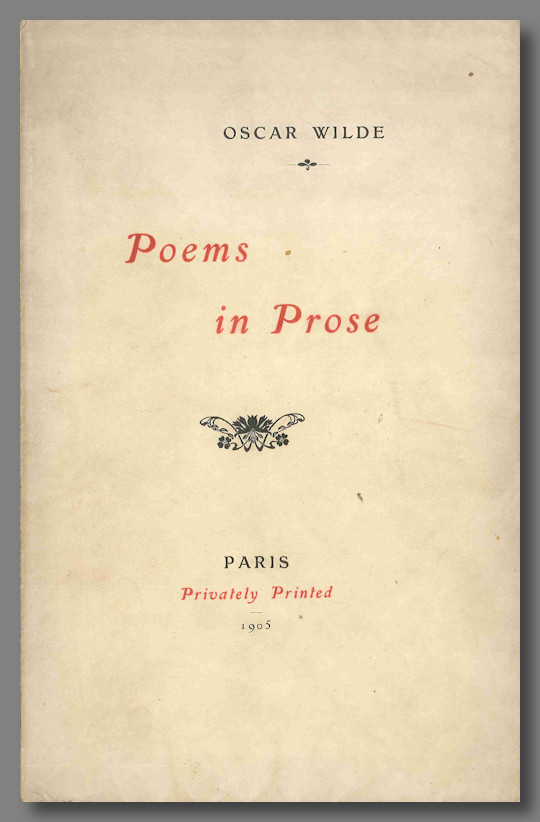
Pubblicazione del 1905 di Poesie in prosa

Arthur Nethercot parlava della coesistenza di un Wilde e di un anti-Wilde; nella sua esposizione si ritrova a parlare anche del dandy, colui che voleva farsi conoscere ad ogni costo, colui che proclamava l'estetismo che si frapponeva all'altra parte conosciuta da pochi: una persona normale, sentimentale e penitente. Tale paradosso è stato evidenziato da molti autori, definendolo come il peccatore che è anche santo, il pagliaccio che ha visto la tragedia della realtà. Del resto lui stesso ammetteva che concetti come il pianto di gioia erano per lui l'effetto drammatico della natura, cosa che amava esternare nelle sue opere. In profondita, come notano alcuni autori, Wilde aveva due strade che percorse entrambe: la via del cinismo che si evolse nell'ironia, che ritroviamo nel suo teatro e nelle commedie, e lo spirito idealistico che si ritrova nei dialoghi immaginari creati da lui, come si ritrova nei suoi romanzi e nella prosa, quella stessa prosa che seduce lo spettatore.
A William Butler Yeats, che lo conosceva bene, sembrava un autore incompiuto, definendolo come il "quasi vincitore del Graal", mentre Walter Pater diceva che leggendo i suoi scritti si pensa più ad un ottimo parlatore che ad altro. Secondo Renaud gli artifizi non gli si addicevano, Wilde otteneva i suoi risultati migliori con la naturalezza.

## Il ritratto di Dorian Gray
I revisori hanno immediatamente valutato negativamente la decadenza del romanzo e le allusioni omosessuali; Il Daily Chronicle, ad esempio, lo definiva "impuro", "velenoso" e "pregno di odori mefitici di putrefazione morale e spirituale". Wilde rispose vigorosamente, scrivendo al direttore dello Scots Observer, in cui ha chiarito la sua posizione sull'etica e l'estetica nell'arte: "Se un'opera d'arte è ricca, vitale e completa, coloro che hanno istinti artistici vedranno la sua bellezza e quelli a chi l'etica fa appello più forte vedrà la sua lezione morale ". Tuttavia modificò pesantemente il romanzo per la pubblicazione del libro nel 1891: furono aggiunti sei nuovi capitoli, alcuni passaggi apertamente decadenti, l'erotismo erotico e, fu inclusa, una prefazione composta da ventidue epigrammi su come "I libri sono ben scritti o scritti male. Questo è tutto."
Revisori contemporanei e critici moderni hanno postulato numerose possibili fonti della storia, una ricerca che Jershua McCormack sostiene è inutile perché Wilde "ha sfruttato una radice del folclore occidentale così profonda e onnipresente che la storia è sfuggita alle sue origini ed è tornata alla tradizione orale". Wilde sosteneva che la trama era "un'idea antica quanto la storia della letteratura, ma, a cui ho dato una nuova forma". Il critico moderno Robin McKie considerava il romanzo tecnicamente mediocre, affermando che la trama gli aveva garantito la sua fama, ma la struttura non è mai stata notevole.